# Лебч
Лебч (пол. Łebcz) — село в Польщі, у гміні Пуцьк Пуцького повіту Поморського воєводства.
Населення — 1732 особи (2011).
У 1975-1998 роках село належало до Гданського воєводства.

## Демографія
Демографічна структура станом на 31 березня 2011 року:
|          | Загалом | Допрацездатний вік | Працездатний вік | Постпрацездатний вік |
| -------- | ------- | ------------------ | ---------------- | -------------------- |
| Чоловіки | 864     | 206                | 605              | 53                   |
| Жінки    | 868     | 205                | 540              | 123                  |
| Разом    | 1732    | 411                | 1145             | 176                  |